# Viviane Witschel
Viviane Witschel (* 25. Februar 1993 in Erfurt) ist eine deutsche Schauspielerin.

## Leben
Erste Schauspielerfahrung sammelte sie bei der Kinderserie Ein Engel für alle, wo sie in der Folge Himmlische Berliner und Mit Ach und Krach die Rolle der Sandra spielte. 2010 und 2011 gehörte sie zu den Darstellern der Jugendserie Schloss Einstein. Dort spielte sie die Rolle der Emma Kluge. Wegen eines einjährigen Auslandsaufenthaltes in Taiwan gab sie die Rolle jedoch wieder auf.
Witschel lebt in Erfurt und hat zum Wintersemester 2013/2014 ein Lehramtsstudium mit den Fächern Englisch und Wirtschaft/Recht an der Friedrich-Schiller-Universität Jena begonnen. Daneben tritt sie in Image- und Lehrfilmen auf.

## Filmographie
- 2004–2005: Ein Engel für alle
- 2010–2011: Schloss Einstein (als Emma Kluge)
- 2010: Bloch
- 2012: Imagefilm Campus Thüringen
- 2015: 360Grad Dein Campus. Imagefilm der Friedrich-Schiller-Universität Jena
- 2017: Easy Xplained (Moderatorin der Lehrfilmserie)